# 貧困ビジネス規制条例
貧困ビジネス規制条例（ひんこんびじねすきせいじょうれい）とは、生活保護ビジネスを規制するための日本の条例。

## 概要
生活保護の受給者に劣悪な環境の施設に住まわせたり、生活保護費をピンハネしたりする悪質事業者に対処するための条例。
大阪府被保護者等に対する住居・生活サービス等提供事業の規制に関する条例
生活保護受給者に住居と食事などの生活サービスを一体で提供する業者に対し、サービス内容を大阪府に届け出させ、行政による監視を強化することを目的としている。住居については1ヶ月前から、生活サービスはいつでも解約可能とし、違反業者には大阪府知事が勧告や命令ができ、命令に従わなければ6ヶ月以下の懲役又は100万円以下の罰金を課すことが規定されている。
2010年10月27日に大阪府議会で成立し、2011年2月1日に施行された。
埼玉県貧困ビジネス対策条例
2人以上の保護費受給者が入居する施設事業者に施設開設を届け出ることを求める。そのうえで、契約書を埼玉県に提出する「一つの部屋を二つ以上の世帯に分割しないこと」などを求める。知事は違反した事業者に勧告でき、従わない場合は業者名を公表する。
政令指定都市のさいたま市と中核市の川越市・越谷市は対象外である。
2013年3月28日に埼玉県議会で成立し、同年10月1日に施行された。